# Damian Rasak
Damian Rasak (ur. 8 lutego 1996 w Toruniu) – polski piłkarz grający na pozycji pomocnika.

## Życiorys
W czasach juniorskich trenował w Elanie Toruń oraz we włoskich A.C. ChievoVerona i FC Bari 1908. W latach 2012–2013 był piłkarzem seniorskiego zespołu Elany. W sezonie 2013/2014 wraz z Chievo został mistrzem Włoch juniorów, wygrywając rozgrywki Primavera. W 2015 roku był wypożyczony do czwartoligowego włoskiego SEF Torres 1903. W latach 2016–2017 grał w Miedzi Legnica. 1 lipca 2017 odszedł do Wisły Płock. W Ekstraklasie zadebiutował 14 lipca 2017 w przegranym 0:2 meczu z Lechią Gdańsk.